# Brookesia nasus
Brookesia nasus este o specie de cameleoni din genul Brookesia, familia Chamaeleonidae, descrisă de Boulenger 1887. A fost clasificată de IUCN ca specie vulnerabilă.

## Subspecii
Această specie cuprinde următoarele subspecii:
- B. n. nasus
- B. n. pauliani